# Armored
Armored is een Amerikaanse misdaad-, drama- en thrillerfilm uit 2009. De film is geregisseerd door Nimrod Antal en geschreven door James V. Simpson. In de film spelen onder andere Matt Dillon, Jean Reno, Laurence Fishburne, Amaury Nolasco, Milo Ventimiglia, Skeet Ulrich en Columbus Short mee. De film werd uitgebracht op 4 december 2009. Het filmen vond plaats in Los Angeles.

## Verhaal
Ty Hackett is zijn ouders verloren en woont samen met zijn jongere broertje Jimmy. Ze kunnen eigenlijk niet rondkomen van het geld dat Ty verdient. Ty werkt bij een waardetransportbedrijf en is goed bevriend met Mike Cochrone.
Wanneer Mike samen met nog een aantal collega's hun slag willen slaan door een eigen transportwagen te overvallen moeten ze Ty wel overtuigen om ook mee te doen om hun plan te laten slagen. Ty wil er eerst niks van weten, maar zijn situatie laat hem weinig keus. Hij heeft geen geld, de bank dreigt hun huis op te eisen omdat ze de hypotheek niet kunnen betalen en zijn broertje dreigt overgeplaatst te worden naar een pleeggezin. De miljoenen euro's die ze willen gaan stelen zullen voor een betere toekomst zorgen. Hij doet daarom mee, op voorwaarde dat er geen slachtoffers vallen, maar het plan loopt gigantisch mis als er een ooggetuige blijkt te zijn, en riskeert Mike vervolgens zijn leven.

## Rolverdeling
- Matt Dillon: Mike Cochrane
- Jean Reno: Quinn
- Laurence Fishburne: Baines
- Amaury Nolasco: Palmer
- Milo Ventimiglia: Off. Jake Eckehart
- Skeet Ulrich: Dobbs
- Columbus Short: Tyler "Ty" Hackett
- Fred Ward: Duncan Ashcroft
- Andre Kinney: Jimmy Hackett